# Ibrahim El Bouni
Pour les articles homonymes, voir Bouni.
Ibrahim El Bouni né le 9 décembre 1992 à Haarlem aux Pays-Bas est un kick-boxeur néerlando-marocain de poids lourd.
Il combat actuellement[Quand ?] en Kick-boxing dans l'organisation Glory (kick-boxing) en passant notamment par l'organisation ONE Championship.

## Biographie
El Bouni naît à Haarlem aux Pays-Bas. Il commence le kickboxing dans la salle Gym Haarlem. Il signe son premier contrat professionnel chez Enfusion. Remportant le titre de champion du monde dans la catégorie des -85 kg quatre fois d'affilée, Ulrik Bokeme met fin au règne d'Ibrahim El Bouni en 2017.
En 2017, Ibrahim El Bouni se lance en MMA en signant un contrat professionnel chez ONE Championship.
En 2021, Ibrahim El Bouni signe au Glory (kick-boxing) et est actuellement classé contenders numéro 4 de la catégorie Light Heavyweight.

## Palmarès
- 2013 : Champion du monde Enfusion -85 kg
- 2014 : Champion du monde Enfusion -85 kg
- 2015 : Champion du monde Enfusion -85 kg
- 2016 : Champion du monde Enfusion -85 kg[3]